# 新郷村 (埼玉県北足立郡)
新郷村（しんごうむら）は、埼玉県北足立郡に存在した村。
1940年（昭和15年）4月1日に川口市に編入され、消滅。現在旧村域は「新郷地域」と呼ばれる。
なお、埼玉県内には他に北埼玉郡にも新郷村が存在した（1954年の羽生市成立に伴う合併で消滅）。

## 地理
- 埼玉県中央（北足立）地域の南東部に位置する。
- 見沼代用水東縁が村の北西部から南部へと横切る。
- 大宮台地鳩ヶ谷支台の南端部にあたる北半分は台地となっており、南半分は低地となっている。
- 2006年（平成18年）現在における川口市東部の大字赤井、大字東本郷、大字蓮沼、大字前野宿、大字東貝塚、大字大竹、大字峯、大字新堀、大字榛松、赤井、江戸、江戸袋、本蓮、東本郷がほぼ旧村域にあたる。
- 川口市観光協会発行のパンフレットによれば、旧新郷村域（新郷地区）・旧安行村域（安行地区）は「奥川口」と称されるとされるが、実際に用いられることはほとんどない。安行地区は安行が植木の名産地であることにより、「安行」という地名自体が有名なため、単独で使用される場合が多い。

## 歴史
- 1889年（明治22年）4月1日 - 町村制施行に並行して赤井、東本郷、蓮沼、前野宿、東貝塚、大竹、峯、新堀、榛松、江戸袋の十箇村が合併し、成立。
- 1940年（昭和15年）4月1日 - 同郡鳩ヶ谷町（1950年に再分離、2011年に再編入）、芝村、神根村と共に川口市に編入され、新郷村は消滅。
- 1950年（昭和25年）11月1日 - 鳩ヶ谷町が川口市から再び分離独立したことに伴って旧新郷村域は飛び地となる。旧新郷村が飛び地になるにも拘わらず川口市に残留したのは、川口からの分離の是非をめぐる鳩ヶ谷町における混乱を嫌悪したからとみられる。
- 1956年（昭和31年）4月1日 - 安行村の川口市への編入合併に伴い、旧新郷村域の飛び地が解消される。